# On Me
«On Me» — пісня американського репера The Game з його сьомого студійного альбому The Documentary 2, виданого 9 жовтня 2015 р. Як семпл використано «On and On» у виконанні Еріки Баду.

## Чартові позиції
| Чарт (2015)                           | Найвища позиція |
| ------------------------------------- | --------------- |
| US Bubbling Under R&B/Hip-Hop Singles | 6               |